# Die Mitte der Welt
Die Mitte der Welt, conosciuto anche con il titolo internazionale Center of my World, è un film del 2016 diretto da Jakob M. Erwa e tratto dal romanzo omonimo di Andreas Steinhöfel.

## Trama
Il diciassettenne Phil rientra dal campo estivo e torna ad abitare nel vecchio palazzo 'Visible' dove vive con la madre, Glass, e la sorella gemella, Dianne. Piuttosto che passare gli ultimi giorni delle sue vacanze estive con loro, Phil decide di trascorrerli con la sua migliore amica Kat. Quando la scuola ricomincia, nella classe di Phil c'è un nuovo alunno di nome Nicholas. Phil si sente attratto da lui e presto i due inizieranno una relazione d'amore appassionata. A causa di questo amore nascono però gelosie con Kat che metteranno a dura prova la loro amicizia.

## Produzione
Il romanzo Die Mitte der Welt, pubblicato nel 1998, è diventato un popolare libro per giovani adulti. Tra i premi vinti sono da ricordare il Deutscher Jugendliteraturpreis e il Buxtehude Bull nel 1999. Nel 2000 il romanzo è stato premiato col Literaturpreis der Jury der jungen Leser a Vienna. Inoltre, è entrato nell'elenco dei bestseller della rivista tedesca Der Spiegel come il primo libro tedesco per bambini.
Il film è stato prodotto da Neue Schönhauser Filmproduktion, mojo:pictures e Prisma Film e distribuito dall'Universum Film. La produzione ha ricevuto diversi finanziamenti pubblici, compresi i soldi del Filmfonds Wien e del rappresentante del governo federale per la cultura e i media.
Il film è stato diretto da Jakob M. Erwa, autore anche della sceneggiatura.
Louis Hofmann, interprete del protagonista Phil, è stato premiato con il Deutscher Schauspielerpreis 2016 come miglior attore giovane poche settimane prima della prima del film. Jannik Schümann interpreta il ruolo di Nicholas e Svenja Jung quello di Kat. Altri attori del film sono Sabine Timoteo nel ruolo di Glass, Inka Friedrich e Nina Proll nei ruoli di Tereza e Pascal, Ada Philine Stappenbeck nel ruolo di Dianne e Sascha Alexander Geršak nel ruolo di Michael, il nuovo fidanzato di Glass.
Il film è stato presentato il 26 giugno 2016 al Munich International Film festival e anche al Festival cinematografico internazionale di Mosca. La prima del film nei cinema tedeschi è avvenuta il 10 novembre 2016.

## Riconoscimenti
- 2016 - Festival cinematografico internazionale di Mosca
  - Candidatura al Golden St. George per Jakob M. Erwa
- 2017 - Austrian Film Award
  - Miglior musica per Paul Gallister
  - Candidatura al miglior suono per Jörg Kidrowski, Veronika Hlawatsch e Bernhard Maisch
- 2017 - Bayerischer Filmpreis
  - Miglior regia per Jakob M. Erwa
- 2017 - Guadalajara International Film Festival
  - Candidatura al premio Maguey al miglior film per Jakob M. Erwa
- 2017 - Jupiter Award
  - Candidatura al miglior attore tedesco per Louis Hofmann
  - Candidatura alla miglior attrice tedesca per Sabine Timoteo
- 2017 - Milan International Lesbian and Gay Film Festival
  - Audience Award per Jakob M. Erwa